# Labidochirus splendescens
Labidochirus splendescens är en kräftdjursart som först beskrevs av Richard Owen 1839.  Labidochirus splendescens ingår i släktet Labidochirus och familjen eremitkräftor. Inga underarter finns listade i Catalogue of Life.